# Mauzé-Thouarsais
Mauzé-Thouarsais és un municipi francès situat al departament de Deux-Sèvres i a la regió de la Nova Aquitània. L'any 2007 tenia 2.042 habitants.

## Demografia

### Població
El 2007 la població de fet de Mauzé-Thouarsais era de 2.042 persones. Hi havia 826 famílies de les quals 176 eren unipersonals (96 homes vivint sols i 80 dones vivint soles), 315 parelles sense fills, 299 parelles amb fills i 36 famílies monoparentals amb fills.
La població ha evolucionat segons el següent gràfic:
Habitants censats

### Habitatges
El 2007 hi havia 912 habitatges, 833 eren l'habitatge principal de la família, 28 eren segones residències i 51 estaven desocupats. 903 eren cases i 3 eren apartaments. Dels 833 habitatges principals, 696 estaven ocupats pels seus propietaris, 126 estaven llogats i ocupats pels llogaters i 11 estaven cedits a títol gratuït; 5 tenien una cambra, 27 en tenien dues, 103 en tenien tres, 225 en tenien quatre i 473 en tenien cinc o més. 648 habitatges disposaven pel capbaix d'una plaça de pàrquing. A 316 habitatges hi havia un automòbil i a 477 n'hi havia dos o més.

### Piràmide de població
La piràmide de població per edats i sexe el 2009 era:
| Homes | Edats   | Dones |
| ----- | ------- | ----- |
| 0     | 95 o +  | 0     |
| 0     | 90 a 94 | 0     |
| 4     | 85 a 89 | 4     |
| 4     | 80 a 84 | 8     |
| 56    | 75 a 79 | 48    |
| 40    | 70 a 74 | 40    |
| 40    | 65 a 69 | 52    |
| 28    | 60 a 64 | 56    |
| 36    | 55 a 59 | 20    |
| 36    | 50 a 54 | 32    |
| 88    | 45 a 49 | 64    |
| 96    | 40 a 44 | 116   |
| 96    | 35 a 39 | 76    |
| 76    | 30 a 34 | 76    |
| 52    | 25 a 29 | 80    |
| 36    | 20 a 24 | 40    |
| 92    | 15 a 19 | 76    |
| 100   | 10 a 14 | 76    |
| 72    | 5 a 9   | 52    |
| 76    | 0 a 4   | 28    |

## Economia
El 2007 la població en edat de treballar era de 1.366 persones, 1.077 eren actives i 289 eren inactives. De les 1.077 persones actives 1.015 estaven ocupades (554 homes i 461 dones) i 62 estaven aturades (27 homes i 35 dones). De les 289 persones inactives 131 estaven jubilades, 78 estaven estudiant i 80 estaven classificades com a «altres inactius».

### Ingressos
El 2009 a Mauzé-Thouarsais hi havia 849 unitats fiscals que integraven 2.170 persones, la mediana anual d'ingressos fiscals per persona era de 16.452 €.

### Activitats econòmiques
Dels 60 establiments que hi havia el 2007, 2 eren d'empreses extractives, 2 d'empreses alimentàries, 5 d'empreses de fabricació d'altres productes industrials, 20 d'empreses de construcció, 11 d'empreses de comerç i reparació d'automòbils, 4 d'empreses de transport, 2 d'empreses d'hostatgeria i restauració, 2 d'empreses financeres, 3 d'empreses de serveis, 7 d'entitats de l'administració pública i 2 d'empreses classificades com a «altres activitats de serveis».
Dels 21 establiments de servei als particulars que hi havia el 2009, 1 era un taller de reparació d'automòbils i de material agrícola, 5 paletes, 3 guixaires pintors, 2 fusteries, 5 lampisteries, 3 electricistes, 1 perruqueria i 1 restaurant.
Dels 3 establiments comercials que hi havia el 2009, 2 eren botiges de menys de 120 m² i 1 una fleca.
L'any 2000 a Mauzé-Thouarsais hi havia 82 explotacions agrícoles que ocupaven un total de 2.929 hectàrees.

## Equipaments sanitaris i escolars
L'únic equipament sanitari que hi havia el 2009 era una farmàcia.
El 2009 hi havia una escola elemental.

## Poblacions més properes
El següent diagrama mostra les poblacions més properes.